# Discocotyle salmonis
Discocotyle salmonis är en plattmaskart. Discocotyle salmonis ingår i släktet Discocotyle och familjen Discocotylidae. Inga underarter finns listade i Catalogue of Life.